# Tatrawoelmuis
De tatrawoelmuis (Microtus tatricus)  is een zoogdier uit de familie van de Cricetidae. De wetenschappelijke naam van de soort werd voor het eerst geldig gepubliceerd door Kratochvíl in 1952.